# The Girl in the Fireplace
"The Girl in the Fireplace"  é o quarto episódio da segunda temporada da série de televisão britânica de ficção científica Doctor Who. Exibido pela primeira vez em 6 de maio de 2006 na British Broadcasting Corporation (BBC), o episódio foi dirigido por Euros Lyn e foi o único da temporada cujo roteiro foi escrito por Steven Moffat. Sophia Myles, como atriz convidada, co-estrelou o episódio no papel de Madame de Pompadour. Moffat se baseou em A Mulher do Viajante do Tempo (2003), livro de Audrey Niffenegger, para criar "The Girl in the Fireplace".
No episódio, o Doutor — um alien viajante do tempo interpretado por David Tennant — e seus companheiros Rose Tyler (Billie Piper) e Mickey Smith (Noel Clarke) encontram fendas temporais em uma nave espacial do século LI que os levam à França do século XVIII, onde eles encontram androides-relógio que perseguem Madame de Pompadour em diferentes períodos da sua vida.
O produtor Russell T Davies, que teve a ideia a partir de pesquisas que estava realizando para Casanova, descreveu o episódio como uma história de amor do Doutor. As gravações ocorreram na Inglaterra e em País de Gales. Em geral, "The Girl in the Fireplace" foi bem recebido pelos críticos; o episódio foi indicado ao Prêmio Nebula e ganhou o Prêmio Hugo de melhor apresentação dramática, forma curta.

## Produção e desenvolvimento

### Roteiro e personagens

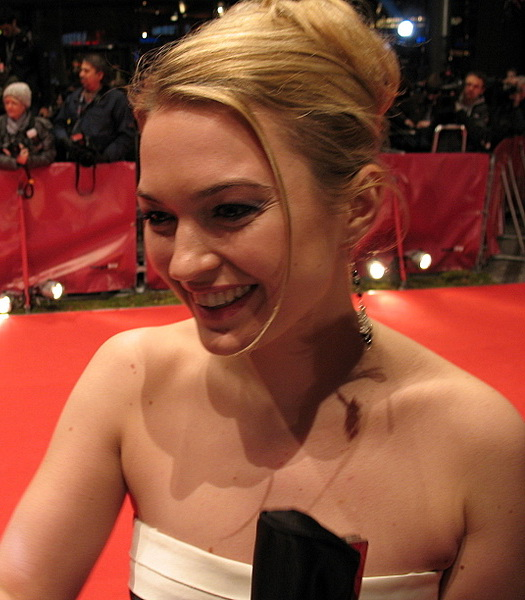
Sophia Myles fez uma participação especial no episódio como Madame de Pompadour.

Em 2004, o produtor Russell T Davies era o responsável por Casanova, uma série que se passa no século XVII, e no meio de suas pesquisas ficou extasiado com a história de Madame de Pompadour e desejava incluí-la em um episódio que envolveria ela e "O Turco", um robô que funcionava com o mesmo mecanismo de relógio da criatura do episódio. No início de 2005, Moffat, que anteriormente já vai escrito os episódios "The Empty Child" e "The Doctor Dances" para a série, foi contratado para escrever tal história. O próximo a ser definido foi o diretor Euros Lyn. E para o papel de Madameu de Pompadour, Sophia Myles foi escolhida, sem precisar fazer testes.
Em uma entrevista ao jornal The Independent, Davies descreveu o episódio como "praticamente uma história de amor do Doutor... É muito discreto, muito bem feito, mas ainda sim é um Senhor do Tempo se apaixonando e a reação da Rose ao ver ele se apaixonando por outra pessoa". Moffat se inspirou no romance A Mulher do Viajante do Tempo, de Audrey Niffenegger, embora o episódio tenha acabado estruturalmente diferente dele. Durante a produção, ele considerou os títulos "Madame de Pompadour", "Every Tick of My Heart" ("Cada Momento do Meu Coração" ou "Cada Instante do Meu Coração"), "Reinette and the Lonely Angel" ("Reinette e o Anjo Solitário") e "Loose Connection" ("Conexão Solta"). Originalmente "The Girl in the Fireplace" seria o segundo episódio da temporada, porém quando Davies percebeu o quão experimental ele havia se tornado nas mãos de Moffat, ele decidiu adiá-lo, o tornando o quarto episódio de 2006.
Ao criar os androides-relógio, Moffat primeiro teve a ideia de cobrir o rosto completo dos autômatos com perucas, mas o produtor Phil Collinson disse que isso além de limitar os ângulos de filmagem poderia torná-los cômicos, então foram dadas a eles máscaras de carnaval. O design final dos robôs foi feito por Neill Gorton da Millennium Effects, enquanto Richard Darwen e Gustav Hoegan foram os responsáveis por construí-los.

### Filmagens
As gravações ocorreram entre 12 e 27 de outubro de 2005. As cenas ambientadas em Versalhes foram filmadas em diversos lugares: Culverhouse Cross, em Cardiff, o primeiro set de filmagens, foi onde a cena do corpo de Reinette sendo levado para fora da cidade foi gravada; Tredegar House, a casa de campo de Carlos II da Inglaterra, em Newport, serviu como cenário para a sala de estar e o quarto de Reinette; Dyffryn Gardens, em Vale of Glamorgan, foi utilizado como para as cenas onde aparecem os jardins do palácio; e Ragley Hall, um palácio em Alcester, foi o cenário para o salão. Uma segunda unidade foi utilizada para as filmagens dos acontecimentos ocorridos dentro da nave espacial.
Dois cavalos foram utilizados no episódio: um para as cenas em ambientes fechados, na nave, e outro, para os pulos. O cavalo não estava autorizado a pisar no salão de baile na cena culminante, então os vários elementos do Doutor atravessando o espelho a cavalo: o cavalo pulando, o espelho se quebrando e a reação dos figurantes no salão de festas, tiveram de ser filmados em momentos diferentes e, em seguida, juntados com chroma key. Embora, inicialmente, a equipe tenha pensado em usar efeitos especiais para a cena, eles perceberam que seria muito caro, então desistiram da ideia. Tal cena foi gravada no centro de eventos de David Broome em Chepstow, Monmouthshire. Durante a pós-produção, a cabeça de Tennant foi sobreposta a do dublê que montava o cavalo no momento do salto.

## Enredo
A TARDIS se materializa em uma nave espacial, aparentemente abandonada, à deriva no espaço. O Doutor, Rose e Mickey exploram a nave e  ficam surpresos ao encontrarem uma lareira francesa do século XVIII. Ao olhar pela lareira, o Doutor vê uma jovem garota e pergunta quem é ela, que responde dizendo que seu nome é Reinette e que vive em Paris no ano de 1727. Ele então deduz que a lareira é uma fenda temporal, um dispositivo que permite acesso direto a um outro tempo e lugar, e a atravessa, chegando ao quarto da menina, onde descobre que se passaram alguns meses. O Doutor encontra um humanoide-relógio vestindo roupas do século XVIII e usando uma máscara de bobo da corte debaixo da cama de Reinette, e o engana, levando a criatura para a nave através da fenda temporal, onde ele e seus companheiros descobrem que ele é na verdade um androide feito com o mecanismo interno do relógio. O androide se teleporta e o Doutor reclama com Mickey e Rose por não irem à procura dele. Após o Doutor ir em direção ao quarto de Reinette, os dois decidem por conta própria irem atrás do androide. Ao chegar no quarto de Reinette, ele descobre que agora ela é uma jovem mulher. Reinette flerta com o Doutor e eles se beijam, mas ela é forçada a ir embora para responder a um chamado. Ele, então, percebe que ela é Madame de Pompadour, amante do rei Luís XV.
De volta à nave, o Doutor e seus companheiros encontram diversas outras fendas temporais e descobrem que cada uma delas leva à um momento diferente da vida de Madame de Pompadour. Ao entrar em uma delas, o Doutor vê outra criatura a ameaçando e atravessa a fenda para defendê-la. Ele diz para que Reinette dê ordem ao androides, que a obedecem; um deles diz que é um androide de reparo e que sua nave foi danificada em uma tempestade de íons. Eles não tinham as peças necessárias para reparar o navio então mataram a tripulação e usaram os seus órgãos como substitutos para as peças. Os androides precisam de uma última parte, que é o cérebro de Reinette. Confuso sobre o porquê deles precisam de seu cérebro, o Doutor cria uma ligação telepática com ela, e é surpreendido ao descobrir que Reinette também pode ler sua mente. Ele descobre que os androides planejam abrir uma fenda temporal para o momento da vida de Reinette em que ela tem 37 anos, pois eles acham que nessa idade seu cérebro seria compatível com os sistemas da nave. Os androides-relógio aparecerem em um baile à fantasia e tomam Reinette e seus convidados como reféns. Uma das extremidades do salão tem um enorme espelho que é uma fenda temporal por onde o Doutor e seus companheiros podem observá-los, mas não podem entrar sem quebrar a janela e a ligação entre o salão e a nave.
Os androides ameaçam decapitar Reinette, mas o Doutor atravessa o espelho a cavalo para salvá-la, e eles desistem e desligam seus sistemas quando ele diz que os androides agora não têm nenhuma como voltar para a nave e concluir os reparos. Reinette revela ao Doutor que ela mudou sua lareira para Versalhes, na esperança de que ele voltasse. O Doutor descobre que a lareira ainda é uma fenda temporal e através dela volta para a nave. Pela fenda ele conversa com Reinette e diz para que ela pegue uma mala e escolha uma estrela para visitar, e que ele estará de volta. O Doutor demora apenas alguns segundos para voltar, mas descobre que seis anos se passaram no tempo de Reinette. Ele encontra rei Luís XV que lhe diz que ela morreu e lhe entrega uma carta escrita por Reinette, na qual ela revela que esperava que o Doutor voltasse logo para que pudesse expressar seu amor por ele. O Doutor volta para a TARDIS e vê as fendas se fechando enquanto ele e sua tripulação discutem sobre porquê os androides queriam o cérebro de Madame de Pompadour para completar os seus reparos, mas o Doutor descobre que os bancos de memória deles foram danificadas pela tempestade. O episódio termina com uma nave voando pelo espaço; é mostrado que o nome dela é SS Madame de Pompadour.

### Continuidade
Apesar de ter sido exibido após "School Reunion", Moffat disse que quando terminou "The Girl in the Fireplace" não havia escrito o final de "School Reunion", e por isso de Mickey demonstra uma falta de ânimo para com Rose. Após ler a mente do Doutor, Reinette diz "Doctor who?", uma referência ao título da série e também ao fato de seu nome ser desconhecido, acrescentando que isso é "mais do que apenas um segredo". Devido ao fato do Doutor não mencionar o seu verdadeiro nome nem para seus companheiros mais próximos, Moffat acredita que há uma "terrível segredo" sobre o assunto e por isso acrescentou tal diálogo. O roteirista também explicou que ele não incluiu a palavra "Torchwood" (a "palavra do arco" da segunda temporada) no script, pois Davies não pediu que o fizesse. O Doutor afirma ter inventado o daiquiri de banana, uma referência ao episódio "The Doctor Dances", no qual ele expressa seu amor pela fruta. A afirmação "você é lindo" diante de um dos androides-relógio foi feita pela primeira vez em "Tooth and Claw", no momento em que o Doutor encontra um lobisomem.

## Transmissão e recepção
O episódio foi exibido pela primeira vez em 6 de maio de 2006 pelo canal BBC One, quando foi assistido por 7,9 milhões de pessoas, o que levou Doctor Who a ser o décimo terceiro programa com mais telespectadores da semana. "The Girl in the Fireplace" obteve um índice de aprovação de 84% por parte do público. "The Girl in the Fireplace" foi indicado ao Prêmio Nebula de 2006, além de ter ganho o Prêmio Hugo na categoria "Melhor Apresentação Dramática, Forma Curta, em 2007.
Escrevendo para a IGN, o crítico Ahsan Haque elogiou as atuações de Tennant e Myles, o ritmo do episódio, o qual chamou de "excelente", a "história extremamente tocante" e afirmou que com um pouco mais de atenção aos detalhes temporais, o episódio seria considerado "como um dos maiores momentos da série." Nomeadamente Haque comenta sobre o por quê do Doutor não ter usado a TARDIS para voltar no tempo antes da morte de Reinette para vê-la novamente. O jornal Metro qualificou os robôs-relógio do episódio como um dos "vilões mais memoráveis da série", enquanto Daniel Martin, do Guardian, disse que o episódio foi um dos mais aclamados da "era Davies".
Ross Ruediger, da Slant Magazine, descreveu o episódio como a "maior conquista" da segunda temporada de Doctor Who. Ruediger disse que "The Girl in the Fireplace" é "para o novo milênio", afirmando que ele nunca seria feito sob a bandeira da antiga série. No entanto, em sua crítica comentou que esse tipo de episódio não poderia ser feito toda semana, pois "seria muito desgastante para o cérebro do telespectador comum". O episódio foi escolhido, por Matt Wales da IGN, como a 3ª melhor história vivida pelo Doutor interpretado por Tennant, que descreveu-a com uma das "aventuras mais tocantes".